# Xã Ward, Quận Johnson, Arkansas
Xã Ward (tiếng Anh: Ward Township) là một xã thuộc quận Johnson, tiểu bang Arkansas, Hoa Kỳ. Năm 2010, dân số của xã này là 978 người.